# László Szabó (piragüista)
László Szabó (Budapest, 3 de noviembre de 1953) es un deportista húngaro que compitió en piragüismo en la modalidad de aguas tranquilas. Ganó una medalla de bronce en el Campeonato Mundial de Piragüismo de 1979 en la prueba de K4 10 000 m.
Participó en los Juegos Olímpicos de Moscú 1980, donde finalizó octavo en la prueba de K2 500 m.

## Palmarés internacional
| Campeonato Mundial | Campeonato Mundial | Campeonato Mundial | Campeonato Mundial |
| Año                | Lugar              | Medalla            | Evento             |
| ------------------ | ------------------ | ------------------ | ------------------ |
| 1979               | Duisburgo (RFA)    | Medalla de bronce  | K4 10 000 m        |